# 13326 Ferri
13326 Ferri (1998 SH23) là một tiểu hành tinh vành đai chính.